# 프리처
《프리처》(영어: Preacher)는 2016년부터 2019년까지 방영된 미국의 드라마이다.